# Folkrörelsearkivet för Uppsala län
Folkrörelsearkivet för Uppsala län är en ideell förening av i Uppsala län hemmahörande organisationer av folkrörelsekaraktär. Arkivets uppgifter är bland andra att samla in, inventera och bevara handlingar med anknytning till föreningar och enskilda personer.

## Fotnoter
1. ↑  ”Stadgar för föreningen Folkrörelsearkivet för Uppsala län” (2011), sid. 1.